# ロッキー・ステップ

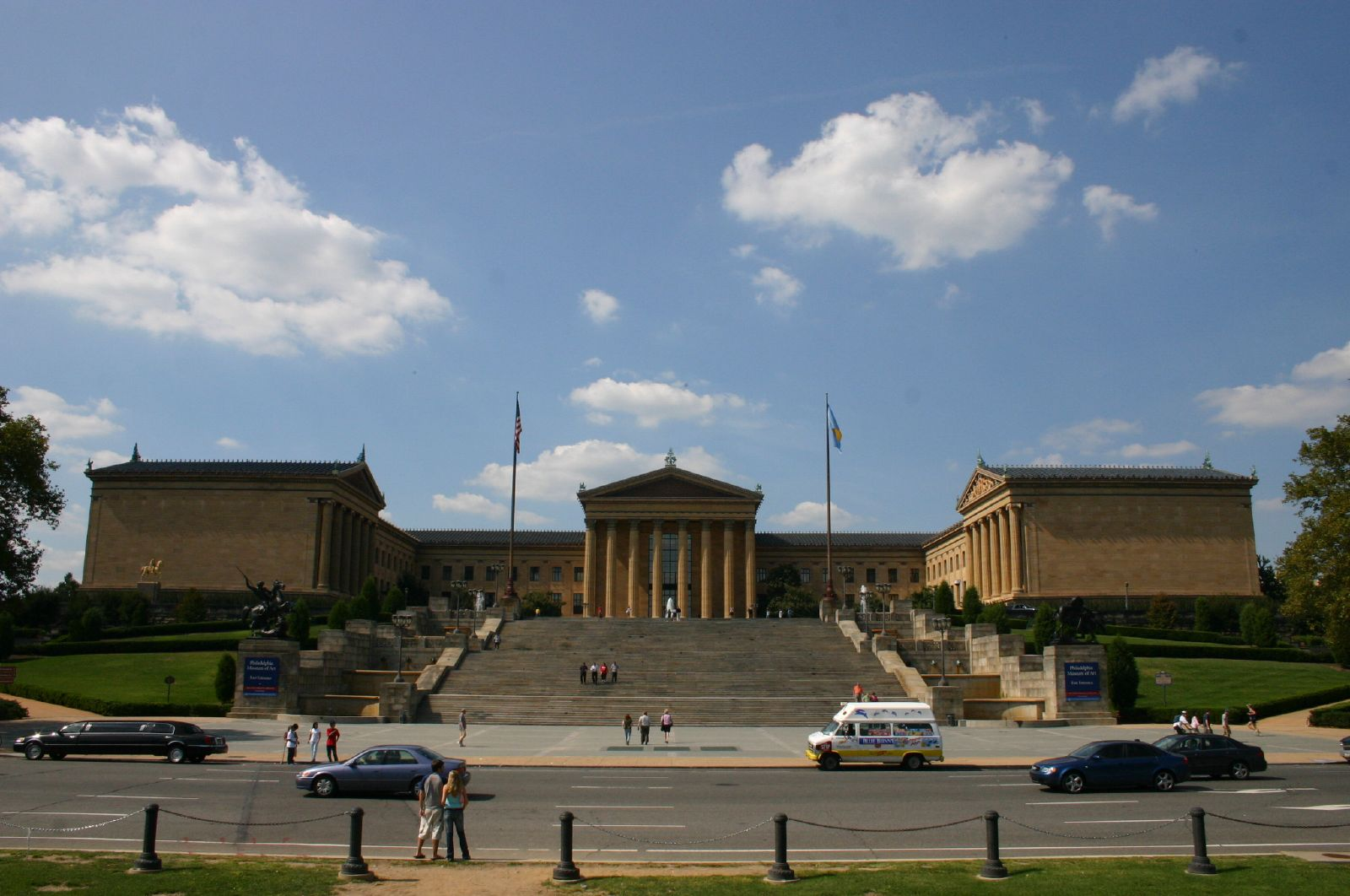
フィラデルフィア美術博物館の前景。正面手前の階段がロッキー・ステップ

ロッキー・ステップ（The Rocky Steps）は、アメリカ合衆国ペンシルベニア州フィラデルフィアにある、フィラデルフィア美術館の正面玄関階段の通称である。映画『ロッキー』およびその続編（2、3、5）の中で、主人公ロッキーがテーマ曲に合わせてこの階段を駆け上がる場面があることから、この名がつけられた。現地ではロッキーの真似をして階段をのぼる地元の住民や旅行者の姿が数多く見られる。映画『ロッキー3』の公開にともない、階段の頂上にロッキーの銅像が置かれたが、現在では階段下の右手の部分に移され、格好の記念写真の撮影場所になっている。